# Anthony (Name)
Anthony (Kurzform Tony) ist die englische Form des männlichen Vornamens Anton.

## Namensträger

### Vorname

#### Anthony
A–G:
- Anthony Agostinelli (1933–2025), US-amerikanischer Jazzmusiker, Jazzhistoriker und Autor
- Anthony Albanese (* 1963), australischer Politiker
- Anthony Anderson (* 1970), US-amerikanischer Schauspieler und Komiker
- Anthony Azizi (* 1973), US-amerikanischer Schauspieler
- Anthony Bennett (Radsportler) (* 1987), australischer Radsportler
- Anthony Bennett (Basketballspieler, 1993) (* 1993), kanadischer Basketballspieler
- Anthony Bourdain (1956–2018), US-amerikanischer Koch und Autor
- Anthony Carelli (* 1979), kanadischer Wrestler, siehe Santino Marella
- Anthony Collins (Philosoph) (1676–1729), englischer Philosoph
- Anthony Collins (Filmkomponist) (1893–1963), britischer Dirigent und Filmkomponist
- Anthony Michael Collins (* 1960), irischer Generalanwalt am Europäischen Gerichtshof
- Anthony Conroy (1895–1978), US-amerikanischer Eishockeyspieler
- Anthony Cronin (1928–2016), irischer Schriftsteller
- Anthony Davis (Komponist) (* 1951), US-amerikanischer Komponist und Jazzpianist
- Anthony Davis (Footballspieler, 1952) (* 1952), US-amerikanischer American-Football-Spieler (Runningback)
- Anthony Davis (Footballspieler, 1969) (Anthony Darvise Davis; * 1969), US-amerikanischer American-Football-Spieler (Linebacker)
- Anthony Davis (Footballspieler, 1989) (Anthony Nathaniel Davis; * 1989), US-amerikanischer American-Football-Spieler (Tackle)
- Anthony Davis (* 1993), US-amerikanischer Basketballspieler
- Anthony Davis (Chemiker), britischer Chemiker
- Anthony Delhalle (1982–2017), französischer Motorrad- und Automobilrennfahrer
- Anthony Eden (1897–1977), britischer Politiker, Premierminister 1955–57
- Anthony Edwards (* 1962), US-amerikanischer Schauspieler
- Anthony Edwards (Ruderer) (* 1972), australischer Ruderer
- Anthony Edwards (Basketballspieler) (* 2001), US-amerikanischer Basketballspieler
- Anthony William Fairbank Edwards (* 1935), britischer Genetiker und Statistiker, siehe A. W. F. Edwards
- Anthony Egwunyenga (* 1943), nigerianischer Sprinter
- Anthony Fantano (* 1985), US-amerikanischer Webvideoproduzent und Musikkritiker
- Anthony Giacoppo (* 1986), australischer Radrennfahrer
- Anthony Gordon (* 2001), englischer Fußballspieler
- Anthony Gregg (* 1986), US-amerikanischer Pokerspieler

H–Z:
- Anthony Harvey (1930–2017), britischer Filmregisseur
- Anthony „Thony“ Hemery (* 1972), französischer Freestyle-Skier
- Anthony Holland, US-amerikanischer Jazzmusiker
- Anthony Hopkins (* 1937), britisch-US-amerikanischer Schauspieler
- Anthony Janiec (1984–2022), französischer Automobil- und Truckrennfahrer
- Anthony Kiedis (* 1962), US-amerikanischer Musiker
- Anthony Kosten (* 1958), englischer Schachspieler
- Anthony Lexa (* 2000), britische Schauspielerin, Musikerin und LGBT-Aktivistin
- Anthony Minichiello (* 1980), australischer Rugby-League-Spieler italienischer Abstammung
- Anthony Muñoz (* 1958), US-amerikanischer American-Football-Spieler
- Anthony Newley (1931–1999), britischer Schauspieler, Sänger und Songwriter
- Anthony Ortega (1928–2022), US-amerikanischer Jazzmusiker
- Anthony Pettis (* 1987), US-amerikanischer Mixed Martial Artist
- Anthony Perkins (1932–1992), US-amerikanischer Schauspieler
- Anthony Powell (Schriftsteller) (1905–2000), britischer Schriftsteller
- Anthony Powell (Kostümbildner) (1935–2021), britischer Kostümbildner
- Anthony Powell (Szenenbildner) (* 1943), deutsch-britischer Szenenbildner
- Anthony Price (1928–2019), britischer Schriftsteller und Journalist
- Anthony Ruberto, US-amerikanischer Pokerspieler
- Anthony Ryan (Schriftsteller), (* 1970), schottischer Romanautor
- Anthony B. Severin, Diplomat St. Lucias
- Anthony Quinn (1915–2001), US-amerikanischer Schauspieler
- Anthony von Sourozh (1914–2003), russisch-orthodoxer Metropolit der Diözese von Sourozh
- Anthony Syhre (* 1995), deutscher Fußballspieler
- Anthony West (* 1981), australischer Motorradrennfahrer
- Anthony Yeboah (* 1966), ghanaischer Fußballspieler
- Anthony Zinno (* 1981), US-amerikanischer Pokerspieler

#### Tony
- Tony Adams (* 1966), englischer Fußballspieler und -trainer
- Tony Bennett (1926–2023), US-amerikanischer Jazzsänger und Entertainer
- Tony Blair (* 1953), britischer Politiker; Vorsitzender der Labour-Partei und 1997–2007 Premierminister des Vereinigten Königreichs
- Tony Curtis (1925–2010), US-amerikanischer Filmschauspieler, Maler und Autor
- Tony Dalton (* 1975), mexikanisch-US-amerikanischer Schauspieler und Drehbuchautor
- Tony Esposito (1943–2021), kanadisch-US-amerikanischer Eishockeytorwart
- Tony Esposito (* 1950), italienischer Musiker
- Tony Fadell (* 1969), US-amerikanischer Computeringenieur
- Tony Goldwyn (* 1960), US-amerikanischer Schauspieler, Regisseur und Filmproduzent
- Tony Honoré (1921–2019), englischer Jurist und Hochschullehrer
- Tony Iommi (* 1948), britischer Gitarrist, Gründungsmitglied der Band Black Sabbath
- Tony Judt (1948–2010), britisch-amerikanischer Historiker
- Tony Kearney (* 1954), irischer Snookerspieler
- Tony Levin (* 1946), US-amerikanischer Rock-Bassist
- Tony Marshall (1938–2023), deutscher Schlagersänger
- Tony Matelli (* 1971), US-amerikanischer Künstler (Plastiken im Stil des Hyperrealismus)
- Tony Nwachukwu (* 1959), nigerianischer Künstler
- Tony Oursler (* 1957), US-amerikanischer Fotograf, Video- und Installationskünstler
- Tony Parker (* 1982), französischer Basketballspieler
- Tony Richardson (1928–1991), britischer Regisseur, Drehbuchautor und Produzent
- Tony Shalhoub (* 1953), US-amerikanischer Schauspieler
- Tony Todd (1954–2024), US-amerikanischer Schauspieler
- Tony Visconti (* 1944), britisch-US-amerikanischer Musikproduzent und Musiker
- Tony Williams (1945–1997), US-amerikanischer Jazz-Schlagzeuger
- Tony Young (1937–2002), US-amerikanischer Schauspieler

### Familienname
- Albert J. Anthony (1901–1947), deutscher Internist und Hochschullehrer
- Alfred Webster Anthony (1865–1939), US-amerikanischer Vogelkundler
- Asmus Anthony (Asmus Anthoni; vor 1700–1712), deutscher Gärtner und Landschaftsarchitekt
- Berland Anthony (* 1923), indischer Fußballspieler
- Beryl Anthony, Jr. (1938–2025), US-amerikanischer Politiker
- Bill Anthony (* 1930), US-amerikanischer Jazzbassist
- BJ Anthony (* 1988), neuseeländisch-britischer Basketballspieler
- Carmelo Anthony (* 1984), US-amerikanischer Basketballspieler
- Charles Anthony (1929–2012), US-amerikanischer Sänger (Tenor)
- Chris Anthony (* 1976), walisischer Rugby-Union-Spieler
- Cole Anthony (* 2000), US-amerikanischer Basketballspieler
- Connor Anthony (* 1998), US-amerikanischer Basketballspieler
- Daniel Anthony (Schauspieler) (* 1987), britischer Schauspieler
- Daniel Read Anthony senior (1824–1904), US-amerikanischer Abolitionist, Verleger und Politiker
- Daniel Read Anthony junior (1870–1931), US-amerikanischer Politiker
- Darryn Anthony (* 1985), südafrikanischer Gewichtheber
- David W. Anthony, US-amerikanischer Anthropologe
- Don Anthony (1928–2012), britischer Hammerwerfer
- Doug Anthony (1929–2020), australischer Politiker
- Earl Roderick Anthony (1938–2001), US-amerikanischer Bowlingsportler
- Emjay Anthony (* 2003), US-amerikanischer Schauspieler und Model
- Frère Anthony (* 1942), britisch-koreanischer Anglist und Hochschullehrer
- George T. Anthony (1824–1896), US-amerikanischer Politiker
- Georges Anthony (1890–??), belgischer Ruderer
- Gethin Anthony (* 1983), britischer Schauspieler
- Greg Anthony (* 1967), US-amerikanischer Basketballspieler
- Harold Elmer Anthony (1890–1970), US-amerikanischer Zoologe
- Henry B. Anthony (1815–1884), US-amerikanischer Politiker
- Jakara Anthony (* 1998), australische Freestyle-Skisportlerin
- Jasmine Jessica Anthony (* 1996), US-amerikanische Schauspielerin
- Jean Anthony (1915–2004), französischer Anatom
- Jesse Anthony (* 1985), US-amerikanischer Cyclocrossfahrer
- Joel Anthony (* 1982), kanadischer Basketballspieler
- John Anthony (1932–2009), britischer Sportschütze
- Joseph Anthony (1912–1993), US-amerikanischer Schauspieler, Regisseur und Tänzer
- Joseph Anthony (Fußballspieler) (1925–1980), indischer Fußballspieler
- Joseph Biles Anthony (1795–1851), US-amerikanischer Politiker
- Julie Anthony (* 1948), US-amerikanische Tennisspielerin
- Katharine Anthony (1877–1965), US-amerikanische Biographin
- Kenneth Anthony (* 1951), Politiker aus St. Lucia
- Lawrence Anthony (1950–2012), südafrikanischer Schriftsteller und Umweltschützer
- Lysette Anthony (* 1963), britische Schauspielerin
- Marc Anthony (eigentlich Marco Antonio Muñiz; * 1968), puerto-ricanischer Komponist, Sänger und Schauspieler
- Mark Anthony (Autor) (* 1966), US-amerikanischer Schriftsteller
- Mark Anthony (Pornodarsteller) (* 1970), US-amerikanischer Pornodarsteller
- Mark Anthony (Judoka) (* 1989), australischer Judoka
- Mary Anthony († 2014), US-amerikanische Choreografin und Tanzlehrerin
- Melvin Anthony (* 1973), US-amerikanischer Bodybuilder
- Michael Anthony (Autor) (1930–2023), Schriftsteller aus Trinidad
- Michael Anthony (Musiker) (Michael Anthony Sobolewski; * 1954), US-amerikanischer Rockmusiker
- Michael Anthony (* 1957), guyanischer Boxer, siehe Michael Parris
- Nick Anthony (* 1998), dominicanischer Fußballspieler
- Oliver Anthony, US-amerikanischer Country-Musiker
- Patricia Anthony (1947–2013), US-amerikanische Autorin
- Piers Anthony (* 1934), britischer Schriftsteller
- Ray Anthony (* 1922), US-amerikanischer Trompeter und Bandleader
- Raoul Anthony (1874–1941), französischer Anatom und Anthropologe
- Richard Anthony (eigentlich Richard Btesch; 1938–2015), französischer Sänger
- Ron Anthony (1937–2021), US-amerikanischer Jazzmusiker
- Rufin Anthony (1940–2016), pakistanischer Geistlicher, Bischof von Islamabad-Rawalpindi
- Stephone Anthony (* 1992), US-amerikanischer American-Football-Spieler
- Susan B. Anthony (1820–1906), US-amerikanische Frauenrechtlerin
- Susan B. Anthony (Sängerin), US-amerikanische Opernsängerin (Sopran)
- Tamara Anthony (* 1977), deutsche Fernsehjournalistin
- Terrell Anthony (* 1959), US-amerikanischer Schauspieler
- Thierry Anthony (* 2004), niederländischer Fußballspieler
- Tony Anthony (* 1937), US-amerikanischer Schauspieler
- Walter Anthony (Drehbuchautor) (1872–1945), US-amerikanischer Drehbuchautor
- Walter Anthony (Fußballspieler) (1879–1950), englischer Fußballspieler
- William Arnold Anthony (1835–1908), US-amerikanischer Physiker

### Künstlername
- Anthony B (* 1976), jamaikanischer Dancehall-Interpret
- Anthony (Filmeditor), (* 1973, vollständiger Name: Llewellyn Anthony Gonsalves), indischer Filmeditor
- Anthony, Pseudonym von Anton Mitterwurzer (Schauspieler) (* um 1870; † nach 1902), österreichischer Schauspieler und Bierbrauer